# Metagonia belize
Metagonia belize is een spinnensoort uit de familie trilspinnen (Pholcidae). De soort komt voor in Guatemala en Belize. 